# Frederick Joseph Colli

Bischofswappen von Frederick Joseph Colli

Frederick Joseph Colli (* 17. Juni 1949 in St. Catharines, Ontario) ist ein kanadischer Geistlicher und emeritierter römisch-katholischer Bischof von Thunder Bay.

## Leben
Frederick Joseph Colli studierte von 1968 bis 1974 Philosophie und Katholische Theologie am Priesterseminar Saint Augustine in Toronto und an der Toronto School of Theology. 1971 erlangte er am Saint Michael’s College der University of Toronto einen Bachelor of Arts und 1974 an der Saint Paul University in Ottawa einen Bachelor of Theology. Am 21. Juni 1975 empfing er in der Kirche St. Alfred in St. Catharines durch den Bischof von Saint Catharines, Thomas Joseph McCarthy, das Sakrament der Priesterweihe für das Bistum Saint Catharines.
Nach der Priesterweihe setzte Colli seine Studien an der Päpstlichen Universität Gregoriana in Rom fort, an der er 1976 ein Lizenziat im Fach Kanonisches Recht erwarb. Daneben war er in den Semesterferien als Pfarrvikar der Pfarrei St. Teresa in Port Colborne tätig. Von 1975 bis 1978 war Colli Pfarrvikar der Pfarrei St. Kevin in Welland, bevor er Verantwortlicher für die Berufungspastoral im Bistum Saint Catharines wurde. 1984 wurde er Pfarradministrator und 1986 schließlich Pfarrer der Pfarrei Saint Julia in St. Catharines. Neben seiner Tätigkeit in der Pfarrseelsorge fungierte Colli bereits ab 1979 als Richter am regionalen Kirchengericht der Kirchenprovinz Toronto und als Vizeoffizial des Kirchengerichts für Ehesachen sowie ab 1995 auch als Kanzler der Kurie des Bistums Saint Catharines. Darüber hinaus gehörte er ab 1980 dem Konsultorenkollegium des Bistums an und wirkte von 1976 bis 1993 als Kaplan der Kolumbusritter. Am 22. Dezember 1992 verlieh ihm Papst Johannes Paul II. den Ehrentitel Päpstlicher Ehrenprälat.
Papst Johannes Paul II. ernannte ihn am 19. Dezember 1994 zum Weihbischof in Ottawa und zum Titularbischof von Afufenia. Der Erzbischof von Ottawa, Marcel André J. Gervais, spendete ihm am 22. Februar 1995 in der Kathedralbasilika Notre Dame in Ottawa die Bischofsweihe; Mitkonsekratoren waren Thomas Benjamin Fulton, emeritierter Bischof von Saint Catharines, und Paul Marchand SMM, Weihbischof in Ottawa. Sein Wahlspruch Sanctum nomen eius („Sein Name ist heilig“) stammt aus dem Magnificat (Lk 1,49 ).
Am 2. Februar 1999 bestellte ihn Johannes Paul II. zum Bischof von Thunder Bay. Die Amtseinführung erfolgte am 25. März desselben Jahres. In der regionalen Bischofskonferenz von Ontario leitete Colli zusätzlich von 1998 bis 2004 die Kleruskommission und später die Kommission für die Anstaltsseelsorge. Zudem wirkte er ab 2007 als Verbindungsbischof zwischen der regionalen Bischofskonferenz und der Ontario Catholic School Trustees Association und der Ontario Association of Parents for Catholic Education. Ferner gehörte er ab 2008 der Kommission für das Bildungswesen an. Überdies fungierte Colli in der Kanadischen Bischofskonferenz von 1995 bis 1999 als Vorsitzender der Kommission für die sozialen Kommunikationsmittel und von 2005 bis 2007 als Vorsitzender der Kommission für die Klerikervereinigungen, das geweihte Leben und die Laien. Außerdem gehörte er der englischsprachigen Sektion der Kommission für die Liturgie und die Sakramente (2008–2014 und 2020–2024) sowie dem ständigen Rat für die Beziehungen zu den kirchlichen Bewegungen und Vereinigungen (2014–2020) an.
Papst Franziskus nahm am 17. Juni 2024 das altersbedingte Rücktrittsgesuch von Frederick Joseph Colli an.

## Wappen
Das Schild des Wappens von Frederick Joseph Colli ist durch einen Sparren in zwei Felder geteilt: Im rechten Teil des oberen Feldes ist eine Friedenstaube zu sehen. Hiermit nimmt Colli Bezug auf sein Heimatbistum Saint Catharines, das ebenfalls die Friedenstaube in seinem Wappen führt. Zugleich ist die Friedenstaube ein Symbol für Collis Vornamen Frederick, der „friedlicher Herrscher“ bedeutet. Die Lilie im linken Teil des oberen Feldes ist ein Verweis auf die Gottesmutter Maria. Das untere Feld zeigt ein rotes Kreuz, das symbolisiert, dass ein Bischof Diener Jesu ist. Der Hügel, auf dem das Kreuz steht, ist ein Symbol für den Nachnamen des Bischofs, der übersetzt „Hügel“ bedeutet.